# Radicaal 193
Van de in totaal 214 Kangxi-radicalen heeft radicaal 193 de betekenis ketel en driepoot. Het is een van de acht radicalen die bestaat uit tien strepen.
In het Kangxi-woordenboek zijn er 73 karakters die dit radicaal gebruiken.

## Karakters met het radicaal 193

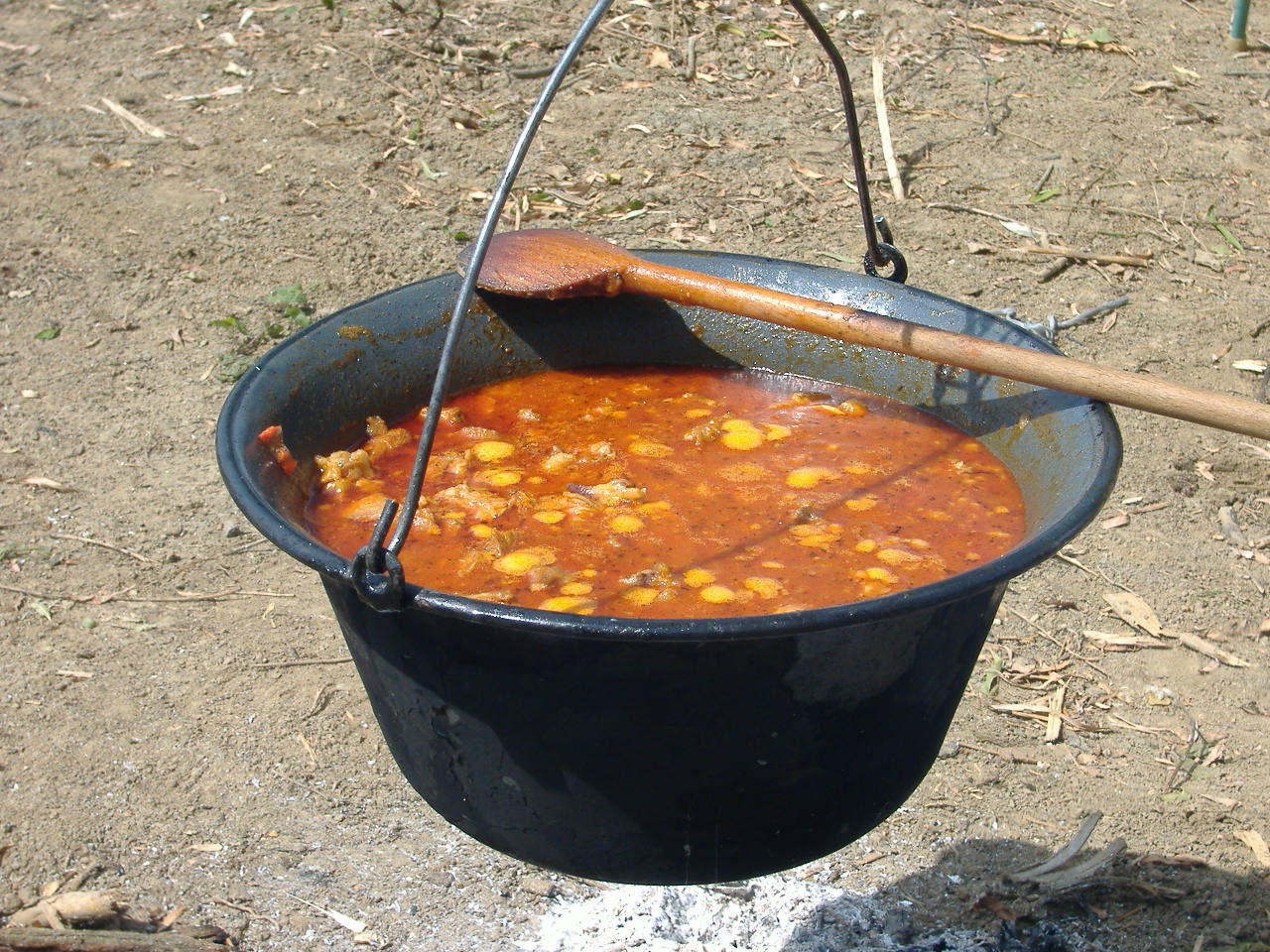
Hongaarse goulash in een ketel.

| Strepen | Karakter |
| ------- | -------- |
| + 0     | 鬲       |
| + 6     | 鬳       |
| + 7     | 鬴       |
| + 8     | 鬵 鬶    |
| + 9     | 鬷       |
| + 10    | 鬸       |
| + 11    | 鬹 鬺    |
| + 12    | 鬻       |

Orakelbotkarakter
Bronskarakter
Groot zegelkarakter
Klein zegelkarakter